# Ordem do Exército
A Ordem do Exército (OE) é o boletim oficial do Exército Português. É publicado mensalmente, em três séries, incluindo as matérias de relevância para o Exército.
Entre outras matérias, são publicadas em OE:
1. Transcrições do Diário da República das matérias de interesse geral para o Exército;
2. Despachos do ministro da Defesa Nacional;
3. Despachos do Chefe do Estado-Maior do Exército;
4. Despachos dos comandantes dos órgãos centrais de administração e direção do Exército;
5. Condecorações, prémios e louvoures;
6. Mudanças de situação de oficiais, sargentos e praças.